# Сан Тамаро (Беневенто)
Сан Тамаро је насеље у Италији у округу Беневенто, региону Кампанија.
Према процени из 2011. у насељу је живело 97 становника. Насеље се налази на надморској висини од 57 м.